# Cinema nordcoreano

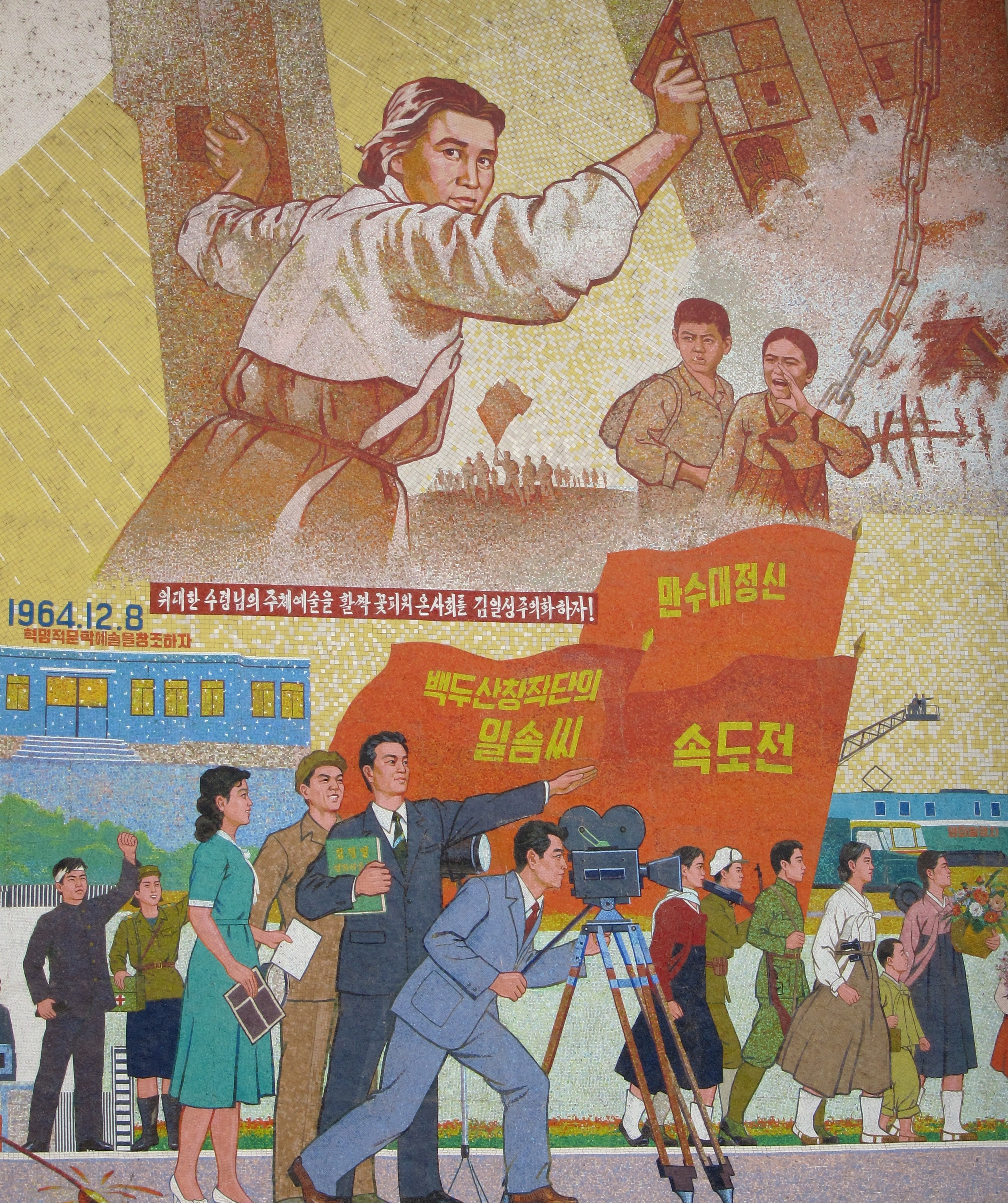
Murale al Pyongyang Film Studio

A causa dell'isolamento del paese, è difficile trovare informazioni sul cinema nordcoreano. La critica estera di solito non esprime pareri positivi sulle produzioni mentre le fonti ufficiali nazionali riportano elogi e complimenti molto spesso non veritieri e a fini propagandistici.
Il cinema nordcoreano raffigura personaggi eroici, votati all'ideale collettivo, nel quadro dell'edificazione del socialismo. Secondo Kim Jong-il, amante della settima arte e direttamente coinvolto nell'insieme della produzione nazionale, «il film deve possedere una grande forza sensibilizzatrice, come un articolo di fondo del giornale ufficiale del Partito ed essere in grado di anticipare la realtà. Spetta ad esso anche un ruolo nella mobilizzazione delle masse in ogni tappa della lotta rivoluzionaria».
Secondo Muhammad Al Missouri, il cinema nordcoreano si distingue da molti altri cinema nazionali, che hanno uno scopo esclusivamente commerciale: «Il cinema qui [in Corea del Nord] tratta di volta in volta problemi importanti posti dalla rivoluzione e dall'edificazione e vi dà una risposta, precedendo anche la realtà. Serve dunque con efficacia a mobilitare le masse popolari».

## Studi cinematografici
Il principale studio cinematografico della Corea del Nord è il Korean Film Studio, situato al di fuori della capitale Pyongyang e gestito dallo stato sin dal 1948. Altre case importanti sono il Korean Documentary Film Studio (fondato nel 1946), lo Studio 25 aprile di proprietà dell'armata del popolo coreano (fondato nel 1959 e precedentemente noto come Studio cinematografico 8 febbraio) e il Korean Science and Educational Film Studio (fondato nel 1953 e noto anche come Studio 26 aprile di cinematografia per l'infanzia, Science Educational Korea, oppure Studio SEK). Questi studi producono film, documentari, cartoni animati, pellicole per bambini e altro. Secondo un rapporto del 1992, il Korean Feature Film Studio ha prodotto circa 40 pellicole all'anno come il totale complessivo degli altri studi.
Oltre alla produzione per il mercato nazionale, SEK è diventata una risorsa per l'animazione internazionale, contribuendo a famosi film d'animazione americani. In Corea del Nord infatti i costi sono molto bassi e la professionalità degli animatori è abbastanza riconosciuta. Lo studio SEK ha lavorato a produzioni come le serie animate per la Mondo TV Pocahontas e Simba: è nato un re (da non confondersi con Il Re Leone della Walt Disney), il colossal di fantascienza Gandahar e Wanghu Sim Cheong, e la serie italiana Adrian.
Il leader nordcoreano Kim Il-sung applicò durante il suo governo una delle massime del rivoluzionario sovietico Vladimir Lenin: "Il cinema è la più importante delle arti."  Di conseguenza, sin dalla divisione della penisola, il regime produsse film per instillare nelle menti del popolo le ideologie del governo, proponendo pellicole di puro stampo propagandistico che enfatizzavano le gesta del supremo leader e mostrando la felicità e la pace portata dal socialismo.

## Stime sulle produzioni
Determinare il numero di pellicole prodotte in Corea del Nord è molto difficile. Nel 1992, Asiaweek riportò che nel paese venivano creati circa 80 film all'anno, mentre la BBC nel 2001 ne stimò 60. Nonostante queste affermazioni, Johannes Schönherr, un partecipante all'edizione del 2000  del Festival di Pyongyang, trovò pochi riferimenti a veri film o titoli, notando che il paese mostrò soltanto un film e un documentario al loro festival di alto profilo, facendo intuitre che l'alto numero di pellicole citate siano per lo più cortometraggi, cartoni e prime parti di lunghe serie episodiche. Schönher menzionò un pamphlet nordcoreano del 1998 contenente una lista delle pellicole prodotte nel paese fino al 1998, per un totale di 259 titoli: gli anni '80 si dimostrarono come il decennio più prolifico, con circa 15-20 pellicole all'anno.
La rivista del British Film Institute Sight & Sound affermò che vennero realizzati in media 20 film all'anno tra gli anni '60 e gli inizi degli anni '90. Tuttavia, con la crisi economica successiva al collasso dell'Unione Sovietica, la produzione aveva subito un drastico calo, e tra il 2000 e il 2009 vennero realizzati soltanto 5 film all'anno.

## Festival cinematografici
Il Festival internazionale del cinema di Pyongyang, istituito nel 1987 e aperto a più nazioni dal 2002, viene organizzato ogni due anni.

## Storia

### Anni quaranta e cinquanta
Dopo la divisione della Corea a seguito della sconfitta dell'Impero giapponese nella seconda guerra mondiale, i registi del nord e del sud cercarono di produrre il primo film coreano dopo la liberazione delle rispettive metà della penisola: i Sudcoreani realizzarono per primi il film Jayu manse (traducibile in italiano con "Viva la libertà!") nel 1946, seguiti dalla Corea del Nord nel 1949 con Nae gohyang ("Il mio villaggio natale").
Durante la guerra di Corea, vennero distribuite soltanto cinque pellicole i cui titoli evidenziavano molto spesso il loro scopo propagandistico e ideologico come ad esempio So nyun bal jin san ("Ragazzi partigiani") del 1951.
Molti studi e archivi cinematografici vennero distrutti a causa dei bombardamenti e soltanto dopo il 1953 vennero iniziati i lavori di ricostruzione.
Nel dopoguerra, si assistette ad un calo di pellicole che trattavano temi militari per favorire storie leggere e ottimiste con titoli che richiamavano al progresso e alla felicità per favorire la ricostruzione del paese dopo la guerra che lo aveva devastato.

### Anni sessanta e settanta
Negli anni sessanta uscirono titoli come Boidchi annun dchonson (1964) e Pibada ("Mare di sangue"), una delle pellicole più famose e bene accette prodotta nel 1969 sulla base di un'opera teatrale attribuita a Kim Il-sung. È un lungometraggio in bianco e nero diviso in due parti, la prima di 125 minuti e la seconda di 126, e racconta la storia di una contadina che diventa un'eroina nazionale combattendo contro i Giapponesi. Nella hall del Korean Feature Film Studio vi è un murale che rappresenta il "Caro Leader" Kim Jong-il mentre supervisiona proprio la produzione di quel film.
Kim Il-sung fece un famoso discorso in favore dell'arte Juche nel 1966, affermando che "La nostra arte dovrebbe svilupparsi in modo rivoluzionario, riflettendo il contenuto socialista con la forma nazionale". In un trattato del 1973 intitolato Sull'arte del cinema, Kim Jong-il sviluppò la sua idea del cinema Juche come mezzo principale per aiutare le persone a diventare dei "veri comunisti" e quindi "eradicare completamente gli elementi capitalisti". 
Parte dell'utilizzo ideologico dell'arte consisteva nel trattare gli stessi soggetti ripetutamente attraverso varie forme artistiche. Di conseguenza, i film più prominenti del decennio erano riproposizioni di storie e titoli tratti da romanzi, balletti e opere pre-esistenti. Per esempio, il titolo del già citato Pibada  era anche quello di una sinfonia e di una compagnia teatrale. 
Nel 1972 uscì Kkot Pa-neun Cheo-nyeo con il titolo internazionale di The Flower Girl e con una durata di 130 minuti. Il film ebbe un enorme impatto culturale nel paese e riscosse un enorme successo anche all'estero, soprattutto in Cina. Venne premiato al diciottesimo Festival Internazionale del cinema di Karlovy Vary ed è tuttora uno dei film più famosi del cinema nordcoreano degli anni '70.
Tra il 1978 e il 1981 venne distribuito Ireum Eomneun Yeong'ungdeulnsung ("Eroi senza nomi"), un film di spionaggio composto da 20 episodi ambientato durante la guerra coreana; guadagnò notorietà al di fuori della Corea del Nord solo vent'anni più tardi, dato che il disertore delle United States Forces Korea Charles Robert Jenkins aveva interpretato una parte come nemico e un'altra come il marito di una delle protagoniste.

### Dagli anni ottanta a oggi
Negli anni ottanta, il cinema nordcoreano assunse dei toni meno didattici favorendo la produzione di pellicole ispirate a storie popolari come Chunhyangjon (1980) e Hong kil dong (1986), continuando però a realizzare film propagandistici dell'ideologia Juche. Nel 1985, venne distribuito quello che può essere considerato il film nordcoreano più famoso a livello internazionale, ovvero il fantascientifico Pulgasari diretto dal regista sudcoreano Shin Sang-ok (dopo esser stato rapito per volere di Kim Jong-il) ed ispirato alla creatura della mitologia coreana Bulgarasi. Il film richiama molto lo stile dei Kaijū giapponesi  L'animazione nordcoreana orientata per il consumo domestico viene considerata meno politicamente dogmatica in questo periodo, portando ad una audience costituita soprattutto da persone adulte e non solo da bambini. Soltanto una co-produzione internazionale è stata girata in Corea del Nord: il film in questione è Ten Zan - Missione finale, diretto dal regista italiano Ferdinando Baldi e con l'attore americano Frank Zagarino.
Negli anni novanta viene prodotta la serie cinematografica  Minjokgwa ummyeong ("Nazione e Destino") costituita da 56 film distribuiti dal 1992 al 1999, incentrata su importanti personalità coreane come il generale Choi Duk Shin (prime quattro parti) e il compositore Isang Yun (parti 5, 14, 15 e 16).
Gli anni duemila sono stati molto produttivi per il cinema nord coreano con cinque pellicole all'anno. In segno di riappacificazione, il film d'animazione  Wanghu Sim Cheong del 2005, è stata la prima co-produzione con la Corea del Sud ed il primo ad essere distribuito in contemporanea in tutta la penisola coreana. Questo rapporto di collaborazione verrà ripreso nella realizzazione della serie animata in CGI Lazy Cat Dinga.